# All Dolled Up (film 1921)
All Dolled Up è un film muto del 1921 diretto da Rollin S. Sturgeon.

## Trama
Una commessa, Maggie Quick, salva una cliente, Eva Bundy, dall'essere rapinata in un grande magazzino. Quando Eva, ricca zitella innamorata di Rodolfo, viene a scoprire che il suo corteggiatore è già sposato, delusa e amareggiata vuole disfarsi di tutti i begli abiti che aveva comperato per farsi ammirare da lui. Decide così di regalarli a Maggie.
La ragazza si innamora di James Montgomery che crede un aristocratico, mentre in realtà è solo l'autista di Eva. I due, comunque, salvano ancora una volta Eva, vittima di un ricatto. Per ricompensare la coppia, la ricca signorina li adotta, in modo che i due hanno il denaro per sposarsi.

## Produzione
Il film fu prodotto dall'Universal Film Manufacturing Company con il titolo di lavorazioneThe Bobbed Squad.

## Distribuzione
Distribuito dall'Universal Film Manufacturing Company, uscì nelle sale cinematografiche USA nel marzo 1921. Il film era considerato, presumibilmente, perduto. Comunque fa parte della collezione dell'EYE Film Instituut Nederland. Da vedere il video in versione olandese su questa pagina.